# Aftenpostens guldmedalj
Aftenpostens guldmedalj är ett idrottspris som delas ut av den norska tidningen Aftenposten och är ett av de finaste idrottspris en norsk idrottare kan få. Guldmedaljen blev instiftad 1933 av tidningen Idrottsbladet. Året efter, 1934, blev det övertaget av Morgenbladet och fick namnet Morgenbladets gullmedalje. Från 1997 heter den Aftenpostens gullmedalje. Den kan närmast jämföras med Svenska Dagbladets guldmedalj i Sverige
Priset ska delas ut till årets bästa idrottsprestation inom norsk idrott, och kan bara delas ut en gång till samma utövare.

## Pristagare
- 1933 - Sigurd Vestad, längdskidor

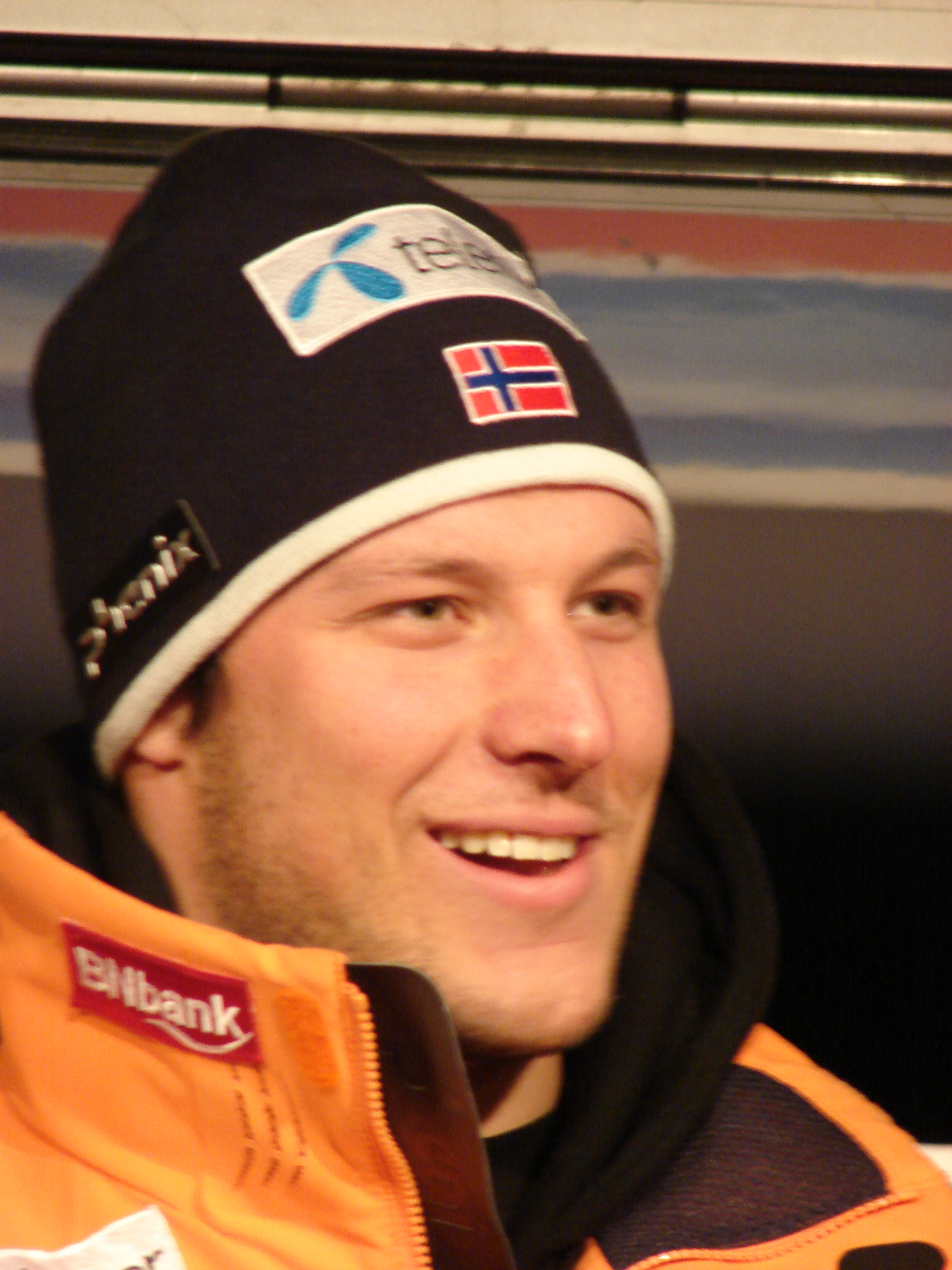
Aksel Lund Svindal vann 2007 för sina VM-guld i Åre. Samt seger i totala världscupen

- 1934 - Johannes Bognerud, friidrott
- 1935 - Hjalmar Johannessen, friidrott
- 1936 - Willy Røgeberg, sportskytte
- 1937 - Michael Staksrud, skridskor
- 1938 - Hans Engnestangen, skridskor
- 1939 - Lars Bergendahl, längdskidor

Inte utdelad 1940-1945 på grund av andra världskriget
- 1946 - Godtfred Holmvang, friidrott
- 1947 - Leif Hveem, motorcykel och Hans Aasnes, sportskytte
- 1948 - Thor Thorvaldsen, segling
- 1949 - Hjalmar Andersen, skridskor
- 1950 - Martin Stokken, friidrott
- 1951 - Stein Eriksen, alpin skidsport
- 1952 - Hallgeir Brenden, längdskidor
- 1953 - Audun Boysen, friidrott
- 1954 - Bjarne Lingås, boxning
- 1955 - Lars L. Ese d.y. och Erling Kongshaug, sportskytte
- 1956 - Egil Danielsen, friidrott
- 1957 - Knut Johannesen, skridskor och Magne Lystad, orientering
- 1958 - Inger Bjørnbakken, alpin skidsport
- 1959 - Sverre Stensheim, längdskidor
- 1960 - Håkon Brusveen, längdskidor
- 1961 - Åge Storhaug, sportgymnastik
- 1962 - Toralf Engan, backhoppning
- 1963 - Reidar Hjermstad, längdskidor
- 1964 - Terje Pedersen, friidrott
- 1965 - Per Ivar Moe, skridskor och Olav Jordet, skidskytte
- 1966 - Gjermund Eggen, längdskidor
- 1967 - Berit Berthelsen, friidrott
- 1968 - Magnar Solberg, skidskytte
- 1969 - Dag Fornæss, skridskor
- 1970 - Stig Berge, orientering
- 1971 - Leif Jenssen, tyngdlyftning
- 1972 - Knut Knudsen, cykling
- 1973 - Oddvar Brå, längdskidor
- 1974 - Sten Stensen, skridskor
- 1975 - Alf och Frank Hansen, rodd
- 1976 - Ivar Formo, längdskidor
- 1977 - Grete Waitz, friidrott
- 1978 - Lene Jenssen, simning
- 1979 - Einar Rasmussen och Olaf Søyland, kanotsport
- 1980 - Bjørg Eva Jensen, skridskor
- 1981 - Øyvin Thon, orientering
- 1982 - Berit Aunli, längdskidor
- 1983 - Eirik Kvalfoss, skidskytte
- 1984 - Tom Sandberg, nordisk kombination
- 1985 -  Jon Rønningen, brottning
- 1986 - Ingrid Kristiansen, friidrott
- 1987 - Torbjørn Løkken, nordisk kombination och Tone Nyhagen/Knut Sæborg, dans
- 1988 - Tor Heiestad, sportskytte
- 1989 - Rolf Thorsen/Lars Bjønnes, rodd och Ole Kristian Furuseth, alpin skidsport
- 1990 - Johann Olav Koss, skridskor
- 1991 - Irene Dalby, simning
- 1992 - Finn Christian Jagge, alpin skidsport och Linda Andersen, segling
- 1993 - Espen Bredesen, backhoppning och Knut Holmann, kanotsport
- 1994 - Geir Moen, friidrott och Monica Valvik, cykel
- 1995 - Tommy Ingebrigtsen, backhoppning
- 1996 - Vebjørn Rodal, friidrott
- 1997 - Hanne Haugland, friidrott och Bjørn Dæhlie, längdskidor
- 1998 - Ole Einar Bjørndalen, skidskytte
- 1999 - Lasse Kjus, alpin skidsport
- 2000 - Trine Hattestad, friidrott
- 2001 - Olaf Tufte, rodd
- 2002 - Eirik Verås Larsen, kanotsport
- 2003 - Petter Solberg, rally
- 2004 - Gunn-Rita Dahle, mountainbike
- 2005 - Marit Bjørgen, längdskidor
- 2006 - Kjetil André Aamodt, alpin skidsport
- 2007 - Aksel Lund Svindal, alpin skidsport
- 2008 - Andreas Thorkildsen, spjut
- 2009 - Petter Northug, längdskidor
- 2010 - Thor Hushovd, Cykel
- 2011 - Alexander Dale Oen, simning
- 2012 - Sarah Louise Rung , simning
- 2013 - Magnus Carlsen, schack
- 2014 – Kjetil Jansrud, alpin skidsport[1]
- 2015 – Mats Zuccarello Aasen, ishockey[2]
- 2016 – Ada Hegerberg, fotboll
- 2017 – Karsten Warholm, friidrott
- 2018 – Håvard Holmefjord Lorentzen, hastighetsåkning på skridskor
- 2019 – Therese Johaug, längdåkning
- 2020 – Erling Haaland, fotboll
- 2021 – Jakob Ingebrigtsen, friidrott
- 2022 – Casper Ruud, tennis